# Humaria
Гумарія (Humaria) — рід грибів родини Pyronemataceae. Назва вперше опублікована 1870 року.
В Україні зустрічається Гумарія напівсферична (Humaria hemisphaerica).

## Галерея

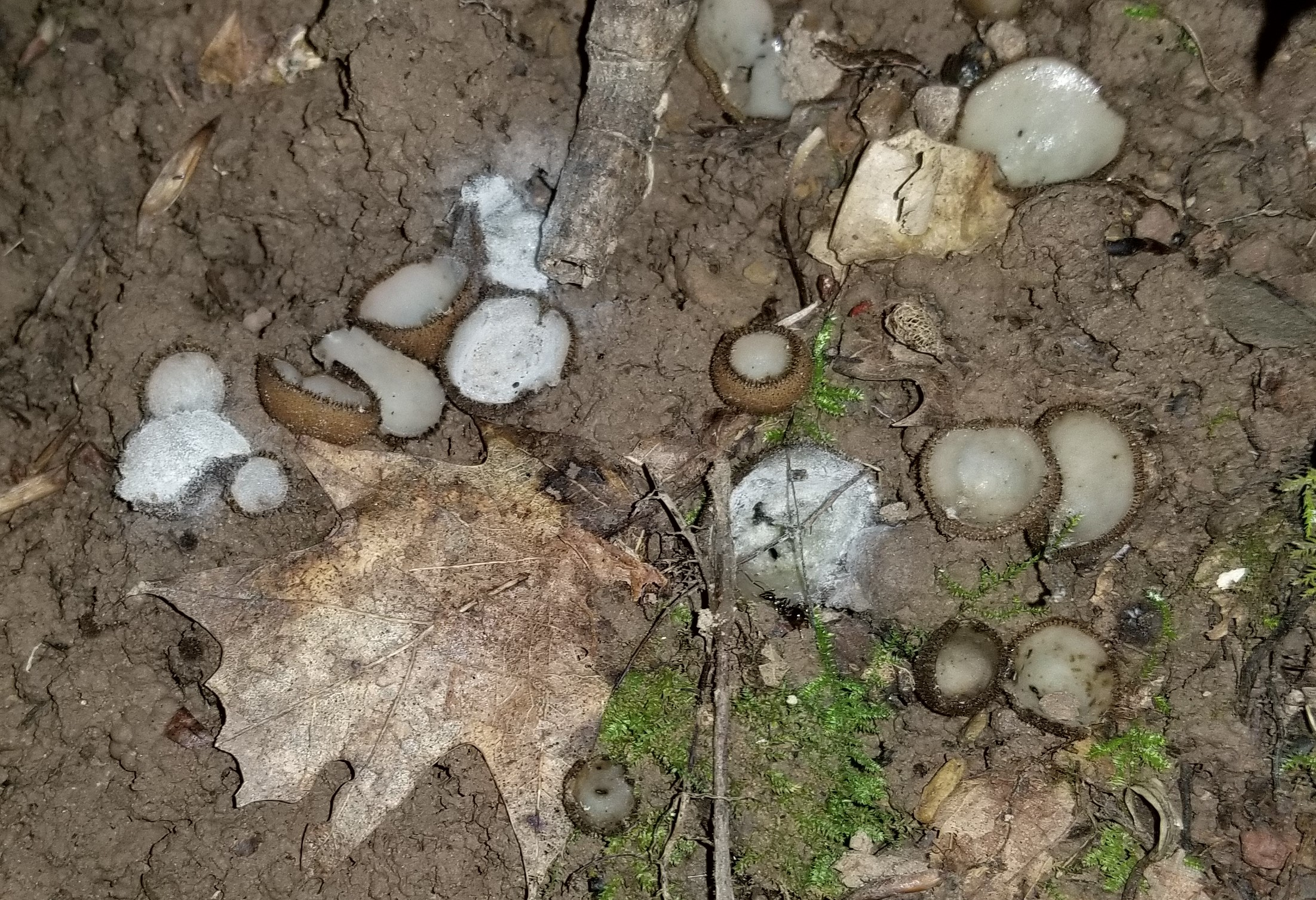
Humaria hemisphaerica
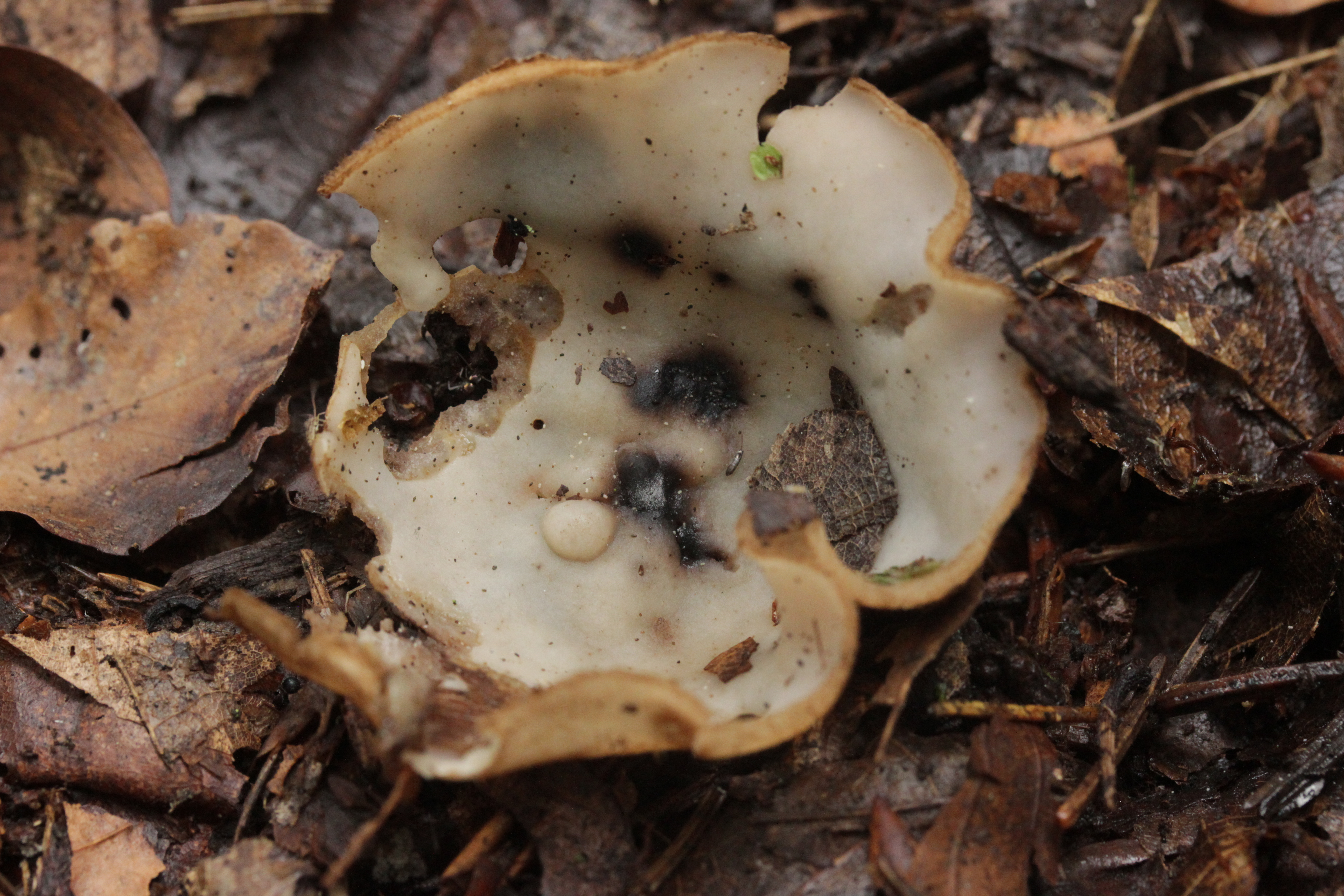
Humaria hemisphaerica